# Formazione dei Thin Lizzy
Questa che segue è la lista di tutti i componenti della band hard rock Thin Lizzy, dagli esordi fino a oggi.

## Attuale
- Ricky Warwick (voce e chitarra)
- Scott Gorham (chitarra)
- Marco Mendoza (basso)
- Brian Downey (batteria)
- Darren Wharton (tastiera)

## Ex componenti
- Phil Lynott
- Tommy Aldridge
- Eric Bell
- Brian Robertson
- Gary Moore
- Snowy White
- Randy Gregg
- Michael Lee
- John Sykes
- Francesco DiCosmo
- Midge Ure

## Collaborazioni
- Mark Nauseef è stato batterista della band durante il tour in Australia nel 1978.
- Eric Wrixon ha suonato le tastiere con i Thin Lizzy durante le loro prime settimane di formazione nel 1970.